# Parlamentswahl in Mauretanien 2013
Die Parlamentswahl in Mauretanien 2013 (arabisch الانتخابات البرلمانية الموريتانية 2013, DMG al-Intiḫābāt al-barlamāniyya al-mūrītāniyya 2013, en.: Parliamentary elections, französisch Élections législatives mauritaniennes de 2013) wurden am 23. November in Mauretanien durchgeführt. Die Opposition stimmte für einen Boykott der Wahlen, solange nicht der Präsident vorher zurücktreten würde. 1.096 Kandidaten ließen sich für die 218 Kommunen in Mauretanien aufstellen, während sich 438 Kandidaten für die 146 Parlamentssitze bewarben. Etwa 1,2 Mio. Mauretanier waren wahlberechtigt. Die Ergebnisse der ersten Runde ergaben einen Erdrutschsieg für die regierende Union pour la République (UPR, الاتحاد من أجل الجمهورية‎ al-ittihād min adschl al-dschumhūriyya) mit 56 Sitzen, ihre 14 Koalitionspartner errangen 34 Sitze. Die islamistische Tewassoul-Partei (التجمع الوطني للإصلاح و التنمية‎ at-tadschammuʿ al-watanī li-l-islāh wa-t-tanmiya, fr.: Rassemblement National pour la Réforme et le Développement, تواصل‎, Tawāsul) gewann 12 Sitze. Um die restlichen Sitze wurde in einer Stichwahl am 21. Dezember 2013 gekämpft. Die UPR gewann die Mehrheit mit 75 Sitzen in der Nationalversammlung.

## Hintergrund
Die Wahlen waren ursprünglich für den 1. Oktober 2011 angesetzt, wurden dann aber aufgrund anhaltender Streitigkeiten zwischen der Regierung und den Oppositionsparteien mehrmals auf den 16. Oktober 2011, den 31. März 2012, Mai 2012, Oktober 2013 und November/Dezember 2013 verschoben.

## Wahlsystem
Die 146 Mitglieder der Nationalversammlung werden nach zwei Verfahren gewählt (wobei Wähler in einem parallelen Wahlsystem drei verschiedene Stimmen abgeben können). 106 Abgeordnete werden in Ein- oder Mehrpersonenwahlkreisen gewählt, die auf den Départements (Moughataas) basieren, in welche das Land unterteilt ist (mit Ausnahme von Nouakchott, wo die neun Départements der Stadt als ein einziger Wahlkreis mit 18 Sitzen behandelt werden). Es wird entweder im Zweirundensystem oder nach dem Verhältniswahlsystem gewählt. In Einpersonenwahlkreisen benötigen die Kandidaten für ihre Wahl im ersten Durchgang die Mehrheit der Stimmen und im zweiten Durchgang eine Mehrheit. In Wahlkreisen mit zwei Sitzen stimmen die Wähler für eine Parteiliste (die einen Mann und eine Frau enthalten muss). Wenn im ersten Durchgang keine Liste mehr als 50 % der Stimmen erhält, findet ein zweiter Durchgang statt, bei dem die siegreiche Partei beide Sitze erhält. In Wahlkreisen mit drei oder mehr Sitzen wird ein geschlossenes Verhältniswahlsystem verwendet, bei dem die Sitze nach dem Verfahren des größten Rests zugeteilt werden. In Wahlkreisen mit drei Sitzen muss auf den Listen der Parteien eine Kandidatin auf dem ersten oder zweiten Listenplatz stehen; in größeren Wahlkreisen wird ein Reißverschlusssystem (Zipper system) angewendet, bei dem sich männliche und weibliche Kandidaten abwechseln.
Die anderen 40 Sitze werden in einem einzigen landesweiten Wahlkreis gewählt, ebenfalls nach dem Verhältniswahlrecht, wobei die Hälfte der Sitze über eine neu eingeführte, separate Liste gewählt wird, die den Frauen vorbehalten ist.

## Teilnehmende Parteien
74 Parteien traten an. Tewassoul war die einzige der elf Parteien, welche das umfassende Oppositionsbündnisses Coordination of the Democratic Opposition (COD) bilden, die an der Wahl teilnahm. Der Boykott der COD war von der regierenden UPR kritisiert worden. Ould Mohamed Lemine sagte, eine solche Aktion sei „angesichts der durchgeführten politischen und Wahlreformen“ nicht gerechtfertigt („in view of the political and electoral reforms accomplished“).
Als Hauptkonkurrenten gelten die UPR, Tewassoul und die Alliance populaire progressiste (People’s Progressive Alliance, APP).

## Wahlkampf
Der zweiwöchige Wahlkampf begann am Freitag, dem 8. November. Der Beginn der Kampagne wurde in der Hauptstadt Nouakchott mit Feuerwerk, Autohupen und lauter Musik auf den Straßen begrüßt.
Mohamed Mahmoud Ould Mohamed Lemine forderte die Menschen auf, der Union für die Republik eine Mehrheit im Parlament zu verschaffen, damit sie das Programm von Präsident Mohamed Ould Abdel Aziz unterstützen könnten. Die UPR war zudem die einzige Partei, die in jedem Wahlkreis einen Kandidaten aufstellt. Die UPR kritisierte Tewassoul zudem für ihre Verbindungen zur Muslimbruderschaft und forderte die Bewegung auf, sich von Islamisten anderswo abzugrenzen.
Tewassoul bezeichnete seine Teilnahme als einen Kampf gegen die seiner Ansicht nach herrschende Diktatur von Präsident Mohamed Oul Abdel Aziz, und der Parteipräsident Mohamed Jemil Ould Mansour rief die Unterstützer der Tewassoul zu einer regen Wahlbeteiligung auf.
Tausende Unterstützer der COD marschierten am 6. November nach Nouakchott um gegen die Wahl zu protestieren.

## Ergebnisse
Die Partei von Präsident Ould Abdel Aziz, die Union für die Republik (UPR), sicherte sich bei ihrer allerersten Wahl eine Mehrheit von einem Sitz; die islamistische Nationale Sammlungsbewegung für Reform und Entwicklung (National Rally for Reform and Development) hingegen errang 16 Sitze und wurde damit zur zweitgrößten politischen Kraft Mauretaniens und führte die Opposition an.
| Partei                                                                          | National Parlament | National Parlament | National Parlament | Frauen    | Frauen | Frauen | Wahlkreise  | Wahlkreise  | Wahlkreise  | Wahlkreise   | Wahlkreise   | Wahlkreise   | Gesamt |
| Partei                                                                          | National Parlament | National Parlament | National Parlament | Frauen    | Frauen | Frauen | Erste Runde | Erste Runde | Erste Runde | Zweite Runde | Zweite Runde | Zweite Runde | Gesamt |
| Partei                                                                          | Stimmen            | %                  | Sitze              | Stimmen   | %      | Sitze  | Stimmen     | %           | Sitze       | Stimmen      | %            | Sitze        | Gesamt |
| ------------------------------------------------------------------------------- | ------------------ | ------------------ | ------------------ | --------- | ------ | ------ | ----------- | ----------- | ----------- | ------------ | ------------ | ------------ | ------ |
| Union pour la République (UPR)                                                  | 127.580            | 21,34              | 4                  | 138.651   | 24,74  | 5      | 299.605     | 39,21       | 44          | 124.656      | 55,11        | 22           | 75     |
| Rassemblement National pour la Réforme et le Développement (Tewassoul)          | 81.744             | 13,68              | 3                  | 88.014    | 15,70  | 3      | 102.404     | 13,4        | 6           | 31.103       | 13,75        | 4            | 16     |
| Alliance populaire progressiste (APP)                                           | 44.700             | 7,48               | 2                  | 53.610    | 9,57   | 2      | 55.874      | 7,31        | 3           | 9.987        | 4,42         | 0            | 7      |
| Parti du sursaut de la jeunesse pour la nation (PSJN)                           | 25.706             | 4,3                | 1                  | 34.850    | 6,22   | 1      | 54.857      | 7,18        | 2           | 12.934       | 5,72         | 0            | 4      |
| Parti de l’Entente Démocratique et Sociale (El Wiam)                            | 22.888             | 3,83               | 1                  | 32.142    | 5,74   | 1      | 59.847      | 7,83        | 6           | 11.369       | 5,03         | 2            | 10     |
| Union pour la démocratie et le progrès (UDP)                                    | 20.470             | 3,42               | 1                  | 25.539    | 4,56   | 1      | 25.828      | 3,38        | 4           | 8.458        | 3,74         | 0            | 6      |
| Alliance pour la justice et la démocratie/Mouvement pour la rénovation (AJD/MR) | 15.577             | 2,61               | 1                  | 18.029    | 3,22   | 1      | 13.068      | 1,71        | 2           | –            | –            | –            | 4      |
| El Karama (حزب الكرامة‎)                                                         | 15.193             | 2,54               | 1                  | 21.649    | 3,86   | 1      | 25.922      | 3,39        | 4           | 5.002        | 2,21         | 0            | 6      |
| El Vadila (حزب الفضيلة‎)                                                         | 13.893             | 2,32               | 1                  | 14.026    | 2,50   | 1      | 8.915       | 1,17        | 1           | –            | –            | –            | 3      |
| Parti de l’Unité et du Développement (PUD)                                      | 13.748             | 2,30               | 1                  | 17.311    | 3,09   | 1      | 23.153      | 3,03        | 1           | 14.752       | 6,52         | 0            | 3      |
| Parti de l’Authenticité Mauritanienne (PAM)                                     | 11.072             | 1,85               | 1                  | –         | –      | –      | –           | –           | –           | –            | –            | –            | 1      |
| Parti unioniste démocratique et socialiste (PUDS)                               | 9.551              | 1,60               | 1                  | –         | –      | –      | –           | –           | –           | –            | –            | –            | 1      |
| Ravah Party (حزب الرفاه‎)                                                        | 8.378              | 1,40               | 1                  | 9.091     | 1,62   | 1      | 4.752       | 0,62        | 1           | –            | –            | –            | 3      |
| Parti républicain démocratique pour le renouvellement                           | 8.367              | 1,40               | 1                  | 14.170    | 2,53   | 1      | 5.082       | 0,67        | 1           | –            | –            | –            | 3      |
| Parti de la Justice Démocratique (PJD)                                          | 8.286              | 1,39               | 0                  | 8.691     | 1,55   | 1      | –           | –           | –           | –            | –            | –            | 1      |
| Sawab (حزب الصواب‎)                                                              | 7.180              | 1,20               | 0                  | 7.699     | 1,37   | 0      | 6.648       | 0,87        | 0           | –            | –            | –            | 0      |
| Parti Dignité et Action (PDA)                                                   | 6.385              | 1,07               | 0                  | 5.464     | 0,97   | 0      | 3.645       | 0,48        | 1           | –            | –            | –            | 1      |
| National El Inma Party                                                          | 6.073              | 1,02               | 0                  | 4.302     | 0,77   | 0      | 1.964       | 0,26        | 0           | –            | –            | –            | 0      |
| Rénovation Démocratique                                                         | 6.002              | 1,00               | 0                  | 8.216     | 1,47   | 0      | 5.105       | 0,67        | 0           | –            | –            | –            | 0      |
| People’s Rally Party                                                            | 5.169              | 0,86               | 0                  | –         | –      | –      | 846         | 0,11        | 0           | –            | –            | –            | 0      |
| Front Populaire                                                                 | 5.123              | 0,86               | 0                  | –         | –      | –      | 2.879       | 0,38        | 0           | –            | –            | –            | 0      |
| Democratic Social Union Party                                                   | 5.108              | 0,85               | 0                  | 6.398     | 1,14   | 0      | –           | –           | –           | –            | –            | –            | 0      |
| Partie Congre de Mauritanie                                                     | 4.860              | 0,81               | 0                  | 4.820     | 0,86   | 0      | 1.414       | 0,19        | 0           | –            | –            | –            | 0      |
| Democratic Socialist Party                                                      | 4.819              | 0,81               | 0                  | –         | –      | –      | 62          | 0,01        | 0           | –            | –            | –            | 0      |
| Mauritanian Hope Party                                                          | 4.766              | 0,80               | 0                  | 6.134     | 1,09   | 0      | 1.571       | 0,21        | 0           | –            | –            | –            | 0      |
| PMRC                                                                            | 4.615              | 0,77               | 0                  | 4.196     | 0,75   | 0      | 1.261       | 0,17        | 0           | –            | –            | –            | 0      |
| Parti Mauritanien pour le Rénouveau                                             | 4.172              | 0,70               | 0                  | –         | –      | –      | –           | –           | –           | –            | –            | –            | 0      |
| RNLDE Party                                                                     | 4.073              | 0,68               | 0                  | –         | –      | –      | –           | –           | –           | –            | –            | –            | 0      |
| Democratic Peace and Progress Party                                             | 4.059              | 0,68               | 0                  | –         | –      | –      | –           | –           | –           | –            | –            | –            | 0      |
| Shura Party for Development                                                     | 4.000              | 0,67               | 0                  | –         | –      | –      | 821         | 0,11        | 0           | –            | –            | –            | 0      |
| Parti du Peuple Démocratique (PPD)                                              | 3.969              | 0,66               | 0                  | –         | –      | –      | 2.072       | 0,27        | 1           | –            | –            | –            | 1      |
| El Islah (حزب الإصلاح‎)                                                          | 3.885              | 0,66               | 0                  | 3.853     | 0,69   | 0      | 2.663       | 0,35        | 1           | –            | –            | –            | 1      |
| Rally for Equality Party                                                        | 3.703              | 0,62               | 0                  | –         | –      | –      | –           | –           | –           | –            | –            | –            | 0      |
| People’s Democratic Party                                                       | 3.600              | 0,60               | 0                  | –         | –      | –      | 761         | 0,10        | 0           | –            | –            | –            | 0      |
| Mauritanian Liberal Democratic Party                                            | 3.459              | 0,58               | 0                  | –         | –      | –      | –           | –           | –           | –            | –            | –            | 0      |
| Rally for Unity Party                                                           | 3.385              | 0,57               | 0                  | 2.856     | 0,51   | 0      | 2.629       | 0,34        | 0           | –            | –            | –            | 0      |
| National Agreement Party                                                        | 3.296              | 0,55               | 0                  | –         | –      | –      | 464         | 0,06        | 0           | –            | –            | –            | 0      |
| Parti Ribat Démocratique et Social                                              | 3.107              | 0,51               | 0                  | 7.490     | 1,34   | 0      | 2.805       | 0,37        | 0           | –            | –            | –            | 0      |
| PMC and CPR Coalition                                                           | 3.057              | 0,51               | 0                  | 6.333     | 1,13   | 0      | –           | –           | –           | –            | –            | –            | 0      |
| National Union for Democracy and Development                                    | 3.031              | 0,51               | 0                  | –         | –      | –      | 447         | 0,06        | 0           | –            | –            | –            | 0      |
| Mauritanian People’s Movement Party                                             | 2.865              | 0,48               | 0                  | –         | –      | –      | –           | –           | –           | –            | –            | –            | 0      |
| Democratic Consultation Party                                                   | 2.861              | 0,48               | 0                  | 4.663     | 0,83   | 0      | 1.832       | 0,24        | 0           | –            | –            | –            | 0      |
| Dialogue and Democracy Party                                                    | 2.789              | 0,47               | 0                  | –         | –      | –      | –           | –           | –           | –            | –            | –            | 0      |
| Equity and Defence of Right Party                                               | 2.781              | 0,47               | 0                  | –         | –      | –      | –           | –           | –           | –            | –            | –            | 0      |
| Union for the Construction of Mauritania                                        | 2.707              | 0,45               | 0                  | 4.588     | 0,82   | 0      | 1.104       | 0,14        | 0           | –            | –            | –            | 0      |
| Third Generation Party                                                          | 2.623              | 0,44               | 0                  | –         | –      | –      | 1.381       | 0,18        | 0           | –            | –            | –            | 0      |
| Democratic Union of Youth                                                       | 2.602              | 0,44               | 0                  | –         | –      | –      | 706         | 0,09        | 0           | –            | –            | –            | 0      |
| Civilisation and Development Party                                              | 2.490              | 0,42               | 0                  | 3.478     | 0,62   | 0      | 1.764       | 0,23        | 0           | –            | –            | –            | 0      |
| Alliance for Democracy in Mauritania                                            | 2.479              | 0,41               | 0                  | –         | –      | –      | 1.817       | 0,24        | 0           | –            | –            | –            | 0      |
| National Democratic Union                                                       | 2.307              | 0,41               | 0                  | –         | –      | –      | –           | –           | –           | –            | –            | –            | 0      |
| Direct Democracy Union                                                          | 2.266              | 0,38               | 0                  | –         | –      | –      | 1.756       | 0,23        | 0           | –            | –            | –            | 0      |
| Mauritanian Party for Reform and Equality                                       | 2.163              | 0,36               | 0                  | –         | –      | –      | 662         | 0,09        | 0           | –            | –            | –            | 0      |
| Union du centre démocratique                                                    | 2.123              | 0,36               | 0                  | –         | –      | –      | 506         | 0,07        | 0           | –            | –            | –            | 0      |
| Party of Labour and Equality                                                    | 1.943              | 0,33               | 0                  | –         | –      | –      | 1.306       | 0,17        | 0           | –            | –            | –            | 0      |
| New Vision Party                                                                | 1.581              | 0,26               | 0                  | –         | –      | –      | –           | –           | –           | –            | –            | –            | 0      |
| Mauritanian Party for Democracy and Prosperity                                  | 1.547              | 0,26               | 0                  | –         | –      | –      | 191         | 0,02        | 0           | –            | –            | –            | 0      |
| Mauritanian Party for Justice and Democracy                                     | 1.345              | 0,23               | 0                  | 4.172     | 0.74   | 0      | 614         | 0.08        | 0           | –            | –            | –            | 0      |
| Coalition of Mauritanians for the Fatherland                                    | 1.117              | 0,19               | 0                  | –         | –      | –      | –           | –           | –           | –            | –            | –            | 0      |
| Mauritanian Party for Justice and Development                                   | –                  | –                  | –                  | –         | –      | –      | 1.234       | 0,16        | 0           | –            | –            | –            | 0      |
| Party for a Contemporary Mauritania                                             | –                  | –                  | –                  | –         | –      | –      | 1.167       | 0,15        | 0           | –            | –            | –            | 0      |
| Union of Social Forces                                                          | –                  | –                  | –                  | –         | –      | –      | 1.006       | 0,13        | 0           | –            | –            | –            | 0      |
| Rally of National Youth                                                         | –                  | –                  | –                  | –         | –      | –      | 925         | 0,12        | 0           | –            | –            | –            | 0      |
| Generation of a Democratic Future Party                                         | –                  | –                  | –                  | –         | –      | –      | 681         | 0,09        | 0           | –            | –            | –            | 0      |
| Social Democratic Party                                                         | –                  | –                  | –                  | –         | –      | –      | 50          | 0,01        | 0           | –            | –            | –            | 0      |
| Wava Mauritanian Party                                                          | –                  | –                  | –                  | –         | –      | –      | 35          | 0,00        | 0           | –            | –            | –            | 0      |
| Koalitionen                                                                     | –                  | –                  | –                  | –         | –      | –      | 28.045      | 3,67        | 0           | 7.943        | 3,51         | 0            | 0      |
| Ungültig/Nicht abgestimmt                                                       | 300.005            | –                  | –                  | 288.476   | –      | –      | 130.264     | –           | –           | 17.794       | –            | –            | –      |
| Gesamt                                                                          | 878.693            | 100                | 20                 | 848.911   | 100    | 20     | 894.410     | 100         | 78          | 243.998      | 100          | 28           | 146    |
| Wahlberechtigte/Wahlbeteiligung                                                 | 1.189.105          | 73,90              | –                  | 1.189.105 | 71,39  | –      | 1.179.384   | 75,84       | –           | 311.940      | 78,22        | –            | –      |
| Source: CENI. Archivlink                                                        |                    |                    |                    |           |        |        |             |             |             |              |              |              |        |

## Nachwirkungen
Nach dem ersten Wahlgang am 23. November behauptete Tewassoul-Vorsitzender Jemil Ould Mansour auf einer Pressekonferenz der Partei, die Partei habe „schwerwiegende Unregelmäßigkeiten“ („serious irregularities“) festgestellt, darunter Wahlfälschung und Stimmabgabe nach der Stimmenauszählung. Mansour behauptete, diese Unregelmäßigkeiten könnten die Wahl diskreditieren, und erklärte, die Partei habe eine Delegation zur Wahlkommission geschickt, um sich zu beschweren. Er sagte nicht, welche Parteien seiner Meinung nach von den angeblichen Unregelmäßigkeiten profitiert hätten.